# 山形市立滝山小学校
山形市立滝山小学校（やまがたしりつたきやましょうがっこう、Takiyama Elementary School）は、山形県山形市小立四丁目にある公立小学校。市内では「滝山小」、「滝小」と呼ばれる。

## 学校
滝山小学校では、男女共学であり、その中でも人数が多い方であり、滝山小学校のスポーツクラブに所属している児童も多い。
また、クラブ活動、児童会などもあり、いずれとも全員が所属することになっている。

## 概要
山形市の滝山地区に位置する。児童数は山形市の小学校で３番目に多い。
卒業後はほとんどの児童が山形市立第六中学校に進学する。
また、ブラスバンド部が有名であり全国大会に出場する時もある。
全校生徒の人数は、山形市では多い方で過去には一番を誇ったこともある。

## 沿革
- 1890年4月 - 滝山尋常小学校創立として開校。
- 1894年5月 - 滝山尋常高等小学校と改称。
- 1941年4月 - 滝山村国民学校に改称。
- 1947年4月 - 滝山村立滝山小学校に改称。
- 1954年10月 - 町村合併により、現在の山形立滝山小学校に改称。
- 1959年9月 - 伊勢湾台風により東校舎・南校舎の346坪が倒壊。
- 1974年4月 - 南小学校が分離開校
- 1990年4月 - 創立100周年。
- 2020年4月 - 創立130周年。

### 歴史
1890年、旧滝山村に滝山尋常小学校として開校した。
当初は、村であり人口が少なく、児童数も少なかったとされる。
その後、日中戦争のもと、全国の小学校学が国民学校となったため、滝山小学校も滝山国民学校となった。
また、戦後の伊勢湾台風の際は校舎が崩壊。
学年ごとにわけ、他のところで授業をすることになった。
戦後は人口の増加もあり、1974年には、南小学校が分離開校。　
1990年に100周年を迎え、今日に至るとされる。

## 出身有名人
- 荒井良二（絵本作家）
- 加藤条治（スピードスケート選手）
- 佐藤円（バレーボール選手）
- 佐藤 澪 （バレーボール選手）